# Tenham (Meteorit)
Koordinaten: 25° 44′ 0″ S, 142° 57′ 0″ O

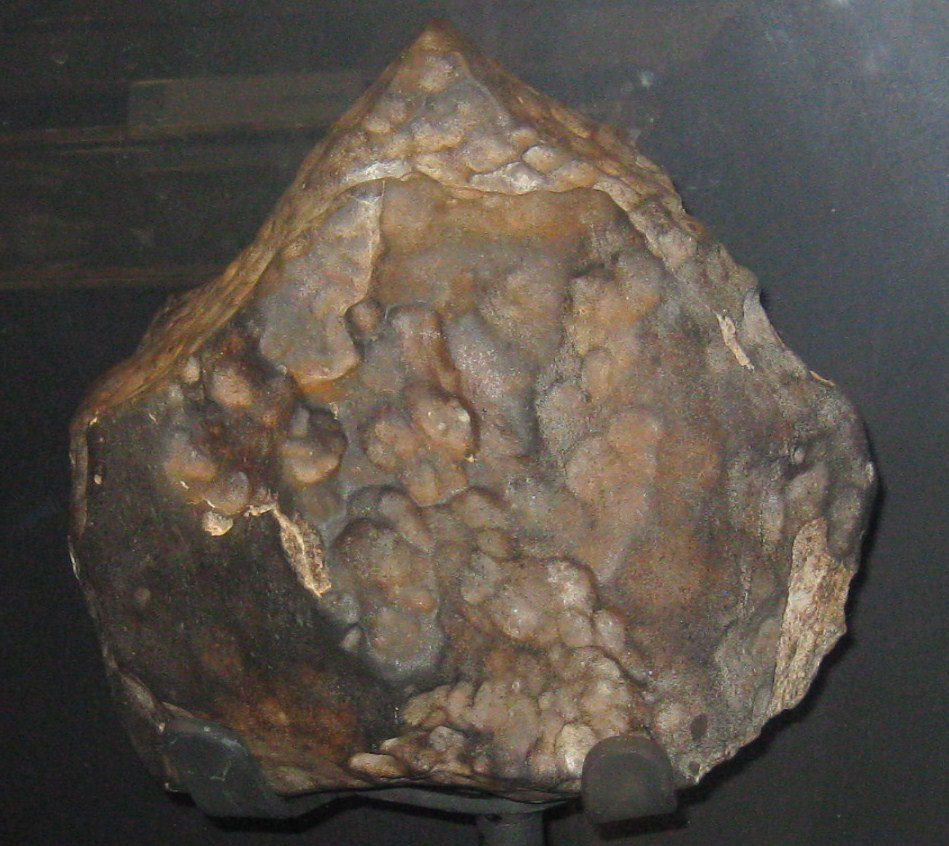
Ein Teil des Tenham-Meteoriten (Natural History Museum, London)

Bei Tenham handelt es sich um einen beobachteten Meteoritenfall im Jahr 1879, nahe der Tenham-Station in der Region Charters Towers, Queensland, Australien.
Der Tenham-Meteorit ist ein Steinmeteorit. Die Koordinaten des Falles werden heute mit 25° 44′ 0″ S, 142° 57′ 0″ O angegeben.
Tenham wurde bis heute nicht im Meteoritical Bulletin der Meteoritical Society publiziert, ist jedoch offiziell von der Meteoritical Society als beobachteter Meteoritenfall anerkannt.
Bruchstücke des Tenham-Meteoriten werden im National Museum of Natural History der Smithsonian Institution (Katalog-Nr. USNM 7703) aufbewahrt.

## Tenham als Typlokalität
Die Entdeckung einer natürlichen Probe des Minerals Bridgmanit in einem Bruchstück des Meteoriten führten zur offiziellen Anerkennung dieses Minerals durch die Commission on new Minerals, Nomenclature and Classification (CNMNC) der International Mineralogical Association (IMA), das bis dahin nur hypothetisch als Teil einer Gruppe von Silikat-Perowskiten in den Gesteinen des Erdmantels bekannt war.
Neben Bridgmanit gilt der Tenham-Meteorit auch als Typlokalität für die Minerale Akimotoit, Poirierit und Ringwoodit.
Des Weiteren wurden in dem Meteoriten die Minerale Chromit, Diopsid, gediegen Eisen und seine Varietäten Kamacit und Martensit, Enstatit mit variablen Eisengehalten (Hypersthen), Ilmenit, Isocubanit, Klinoenstatit, gediegen Kupfer, Lingunit, Magnetit, Majorit, Plagioklas, Taenit sowie Plessit als Gemenge aus Taenit und Kamacit, Pyrrhotin, Tetrataenit, Troilit, Tuit, Wadsleyit und Wüstit gefunden. Zudem waren in den Proben Olivine und silikatische Gläser wie unter anderem Maskelynit enthalten.